# Världsmästerskapen i bågskytte 1979

Världsmästerskapen i bågskytte 1979 arrangerades i Västberlin i Västtyskland mellan den 14 och 22 juli 1979.

## Medaljsummering

### Recurve
| Event                          | Guld                                              | Silver                                                           | Brons                                                     |
| Herrarnas individuella tävling | Darrell Pace (USA)                                | Richard McKinney (USA)                                           | Rodney Baston (USA)                                       |
| Damernas individuella tävling  | Kim Jin-Ho (KOR)                                  | Judi Adams (USA)                                                 | Carole Mary Toy (AUS)                                     |
| Herrarnas lag                  | USA Darrell Pace Richard McKinney Rodney Baston   | Västtyskland Harry Wittig Armin Garnreiter Willi Muller          | Belgien Patrick de Koning Marnix Vervinck Emiel Vercaigne |
| Damernas lag                   | Sydkorea Park Young-Suk Kim Jin-Ho Hwang Sook-Zoo | Australien Carole Mary Toy Terry Eva Donovan Leah Margaret Feldt | Storbritannien Sue Willcox Rachel Fenwick Joyce Asher     |

### Medaljtabell
| Pl. | Nation         | Guld | Silver | Brons | Totalt |
| --- | -------------- | ---- | ------ | ----- | ------ |
| 1   | USA            | 2    | 2      | 1     | 5      |
| 2   | Sydkorea       | 2    | -      | -     | 2      |
| 3   | Australien     | -    | 1      | 1     | 2      |
| 4   | Västtyskland   | -    | 1      | -     | 1      |
| 5   | Storbritannien | -    | -      | 1     | 1      |
| 5   | Belgien        | -    | -      | 1     | 1      |

### Fotnoter
1. ↑  ”Kim Jim-ho wins five gold medals at the World Archery Championships” (på engelska). K-Sports: A New Breed of Rising Champions. 16 mars 2012. sid. 26. https://books.google.se/books?id=ZAFqBgAAQBAJ&pg=PA26&lpg=PA26&dq=1979+World+Archery+Championships+berlin&source=bl&ots=YCFkioMxBD&sig=UpXFaIudbGb9-2qRvxthV0oI97c&hl=sv&sa=X&ved=0ahUKEwjLyKejtvrKAhWoDpoKHRcHAk0Q6AEIOTAD#v=onepage&q=1979%20World%20Archery%20Championships%20berlin&f=false. Läst 15 februari 2016.